# 亀山豊文
亀山 豊文（かめやま とよふみ、1950年〈昭和25年〉10月18日 - ）は、日本の政治家。元群馬県桐生市長（3期）、群馬県議会議員。

## 来歴
栃木県足利郡菱村（1959年の越境編入により現在は群馬県桐生市）出身。祖父・孝之は菱村長・桐生市議会議員を務め、父・憲明も桐生市議会議員・群馬県議会議員を務めた。
1969年に群馬県立桐生高等学校を卒業し、1973年専修大学法学部卒業。家業の繊維会社に勤める。
1983年桐生青年会議所理事長、1987年日本青年会議所関東地区群馬ブロック副会長。父の引退に伴い1995年の群馬県議会議員選挙に桐生市選挙区から無所属で出馬し初当選。以後3期務める。県議時代は自由民主党に所属した。この間に、群馬県議会総務企画常任委員会副委員長、保健福祉常任委員会委員長、高齢・くらし特別委員会副委員長、文教治安常任委員会委員長、総務常任委員長、議会運営委員会副委員長を歴任。
2007年、桐生市長選挙に出馬し、現職の大澤善隆を破って初当選を果たした。ほかに、群馬県監査委員、自由民主党群馬県支部連合会県議団長、群馬県アイスホッケー連盟会長などの要職を歴任した。
2019年の市長選は出馬せず引退。
2020年、旭日中綬章受章。

## 備考
- みどり市との合併推進を表明している。
- 2007年6月のわたらせ渓谷鐵道取締役会において、同社の副社長に選出されることが予想されている。